# シンボリック スピーチ
シンボリック スピーチ（symbolic speech）とは、アメリカ法における法律用語である。
特定の思想を象徴する記号や態度を用いて発せられる表現を意味する。日本では、一般に「言葉を使わないで思想や意見を表明し、伝達する行為」と解説されている。

## 解説
アメリカの概念が紹介されたばかりの頃は、「象徴的言論」とする訳語や、「象徴的表現」とする訳語で紹介されていた。日本でも、新たな表現形態として、その自由が論じられている。近年では、単にsymbolic speechとかカタカナで、シンボリック スピーチと表記され、「態度による表現」の自由として論じられている。
シンボリック・スピーチとは、特定の思想を象徴する態度を示すことで、自らの思想を伝達する表現手法を意味する。シンボリック・スピーチは、一般的な言語を用いずに、自らの見解を態度だけで表明する表現手段のことを指す法概念である。言葉を用いるわけではないので、伝統的には表現とは認識されてこなかった領域に位置する思想の伝達手段に関する自由論となる。
例えば、片膝をつく態度や黒腕章を身につける態度、特定のコスチュームや特定の旗（ex鍵十字やドクロマークのある旗にはじまり国旗など）を身につけることで自らの立ち位置を他者に知らしめるような場合がそれに当たる。そして、態度によって象徴的に示された思想それ自体を表現そのものとして保障するために導かれた憲法法理がシンボリック・スピーチである。つまり、「言葉を使わない態度（conduct）による表現について、それを、改めて修正第1条の保障に値する『スピーチ』と位置づけ、その自由に対する保障を確実なものとするために導かれた法理」を意味する。
現在、アメリカの憲法学では、シンボリック・スピーチは表現の一形態として修正第1条により保障されている。もっとも、修正第1条にシンボリック・スピーチについての明示的な文言が存在しているわけではない。修正第一条が誕生してから、時を重ね、人間の「精神的自由」に対する理解が深まる中で、思想の伝達手段・方法は、なにも、言論（speech）と出版（press）に限定されているわけではないとの理解が導かれ、そこから「表現の自由（freedom of expression）」が論じられ、特に、1970年頃から、政治的議論や抵抗活動の中で、自らの思想を態度で示す（徴兵カードの焼却や黒腕章の着用など）表現が活発に繰り返されたことで、特定の態度に、言語と同等かそれ以上の意味発信、思想伝達の機能が備わり、言葉を使わずとも、特定の思想を象徴する態度が確立した。そして、その思想を象徴する態度（分離食堂の席に座り続ける態度など）を示すだけで、政治的な表現が発せられていると理解する憲法論が確立した。この態度を表現として認識し、その自由を保障しようと論じられた法理が、シンボリック・スピーチの法理なのである。
シンボリック・スピーチは、伝統的に修正第1条による保障が確立していた話し言葉や書き言葉といった「言論（speech）」の中の「純粋言論（pure speech）」とも、伝統的に保障が認められてこなかった「行動(action)」とも区別されるべき新たな表現の手段であると位置づけられている。
日本では、シンボリック・スピーチが紹介された当初から、修正第1条の保障対象に直ちには含まれないスピーチ・プラスとの混同がなされてきた。しかし、両者は似て非なるものであることに注意が必要となる。なお、現在のアメリカでは、態度による表現を行動に分類するように働くスピーチ・プラスの概念は放棄されており、修正第1条による手厚い保障を論じるシンボリック・スピーチの法理が確立している。そのため、両者の区別の実益はほとんどなくなっているともいわれているが、アメリカのオブライエン・テストにいう「純粋言論」と「スピーチ・プラス」の区別と、エマスンの「表現（expression）」と「行動（action）」の区別は似て非なる基準となるため、両者の違い、特に、態度を表現そのものとして手厚く保障するために導かれたシンボリック・スピーチの法理と、「行動のもたらす弊害の防止を狙いとする規制がなされる場合に、規制の必要性、合理性を肯認すべきことがある結果として、行動を伴う表現これに付随して制限を受けることになるに過ぎない」と説くスピーチ・プラスとの違いを見落としてはならない。スピーチ・プラスは、結局、政治的表現であれ態度によるものを低次元のものと捉え、その規制を合憲とするために導かれた概念である。表現に対する優越的な保障を導くために論じられたシンボリック・スピーチの法理とは、そもそもの視座の設定に違いがあることを見落としてはならない。
　
近年の例としては、BLM運動に呼応した、スポーツ選手による「片膝をつく態度」が典型といえる。この態度は、アメリカンフットボール開催式での国旗掲揚時に、片膝をついたコリンキャパニック選手の態度をきっかけに、全米、世界へと広がった。今では、片膝立ちは、BLM運動と呼応し、差別を許さないという意思の表明として定着している。つまり、国旗掲揚・国歌斉唱といった状況に関わらず、表舞台で片膝をつくという態度を示すこと、それ自体が、「差別撤廃」の意思を象徴する態度として理解されている。アメフトやサッカーの試合においても選手が、差別の撤廃を求める意思の表れとして片膝を立てる態度を示している。※スポーツ選手の政治的態度表現を禁止するのか否かの議論は続いている。
　2020年東京オリンピックの日本対英国の試合の際にも、両選手らが片膝をつく態度を示し、世界から差別を無くすべきとBLM運動への呼応を示していた。
合衆国
連邦最高裁判所　判例
合衆国対オブライエン
　（徴兵カードを焼却する態度を示し、反戦の意を示した表現）
ティンカー対デモイン独立コミュニティ学区　（黒腕章を身につけ登校する態度を示し、反戦を示した表現）
テキサス対ジョンソン　（星条旗を焼却する態度を示し、時の政府への批判を示した表現）